# Hermenegildo Sábat
Hermenegildo Sábat  (Montevidéu, 23 de junho de 1933 — Buenos Aires, 2 de outubro de 2018) foi um jornalista e caricaturista argentino-uruguaio.
Morreu aos 85 anos de idade, enquanto estava dormindo.